# Distrito de San Benito
El Distrito de San Benito es uno de los ocho que conforman la provincia de Contumazá, ubicada en el Departamento de Cajamarca, bajo la administración del Gobierno regional de Cajamarca, en el norte del Perú.  
Desde el punto de vista jerárquico de la Iglesia católica forma parte de la diócesis de Cajamarca, sufragánea de la arquidiócesis de Trujillo.

## Historia
El distrito de San Benito fue creado mediante Ley del 19 de noviembre de 1888, en el gobierno del Presidente Andrés Avelino Cáceres. 

## Geografía
- Ríos: Jequetepeque
- Lagos: .

## Autoridades

### Municipales
- [2023] - [2026][2]
  - Alcalde: César Orlando Navarrete Camacho (Somos Perú )

- 2015 - 2018
  - Alcalde: Elmer Amaya

- 2011 - 2014
  - Alcalde: Deivys Florián Pérez

- 2007 - 2010
  - Alcalde: Ytalo Pretel(APR

### Policiales
- Comisario:     PNP.

### Religiosas
- Diócesis de Cajamarca[3]
  - Obispo: Mons. José Carmelo Martínez Lázaro, OAR.
- Parroquia
  - Párroco: Preb.  .